# 普照
普照（ふしょう、生没年不詳）は、奈良時代の僧。母は白猪与呂志（しらいのよろし）の娘。

## 人物・生涯
当初興福寺に住し、天平5年（733年）に出家者に正しい戒を授けるための伝戒師を招請するため栄叡とともに唐に渡った。洛陽大福先寺で具足戒を授けられ、道璿に来日を促した。唐に滞在すること10年目にして揚州大明寺の鑑真に拝謁して日本への渡航を要請し、天平勝宝6年（754年）、鑑真に従って日本へ戻った後、東大寺に住し、天平宝字3年（759年）には意見封事として旅をする人の飢えを癒すため京外の街道に果樹を植えることを奏上した。苦楽を共にした栄叡とは親友同士であり、栄叡を看取ったのも普照である。栄叡が亡くなった時酷く号泣したと伝わる。その後、奈良西大寺の大鎮を務めた。没年は不明。
なお、平間寺の第31世貫主を「普照」という僧が務めているが、活動した時代が全く異なり、別人である。